# Шаликха
Шаликха (бенг. শালিখা, англ. Shalikha) — город на западе Бангладеш, административный центр одноимённого подокруга. Площадь города равна 5,13 км². По данным переписи 2001 года, в городе проживало 4549 человек, из которых мужчины составляли 54,52 %, женщины — соответственно 45,48 %. Плотность населения равнялась 886 чел. на 1 км². Уровень грамотности населения составлял 35,2 % (при среднем по Бангладеш показателе 43,1 %).